# رباعي فلوروبورات النحاس الثنائي
رباعي فلوروبورات النحاس الثنائي هو مركب كيميائي لاعضوي صيغته Cu(BF4)2، ويوجد على هيئة صلب  بلوري أزرق.

## التحضير
يحضر هذا المركب من تفاعل أكسيد النحاس الثنائي (أو الهيدروكسيد أو الكربونات) مع حمض رباعي فلورو البوريك:
{\displaystyle \mathrm {CuO\ +\ 2\ HBF_{4}\longrightarrow \ Cu[BF_{4}]_{2}\ +\ H_{2}O} }

## الخواص
يوجد المركب في الشروط القاسية على هيئة صلب بلوري أزرق، ويوجد عادة بالشكل المائي سداسي الهيدرات، والذي يمكن أن يحصل عليه تفاعل نزع ماء (بلمهة) ليصبح رباعي الهيدرات.

## الاستخدامات
يستخدم هذا المركب في مجال الأبحاث في الاصطناع العضوي على هيئة حمض لويس؛ وذلك على سبيل المثال في تفاعل ديلز-ألدر من أجل إضافة حلقي البروبان إلى الألكينات مع كواشف ديآزو.